# Europop
Europop este un stil al muzicii pop, apărut în Europa la sfârșitul anilor 1970. Genul Europop a fost în topul clasamentelor muzicale din anii 1980 și 1990. Mulți artiști și formații Europop de succes porveneau din Franța, Germania, Italia, Olanda, dar majoritatea erau de origine suedeză.
În anii 1970 până la începutul anilor 1980, asemenea formații erau în principal populare în țările Europei continentale, Cu excepția formației ABBA, care a avut un mare succes în Marea Britanie, unde a avut 19 single-uri în top 10 și 9 albume topurile muzicale, dar și în America de Nord și Australia.
Spre sfârșitul anilor 1980 - începutul anilor 1990, Roxette și Ace of Base au adus Europopul la nivel de mainstream în America de Nord și Marea Britanie. În anii 1990, formații pop ca Spice Girls, Aqua, Backstreet Boys și cântărețul DJ BoBo au fost influențați puternic de Europop. La sfârșitul anilor 1990 - începutul anilor 2000, formația dance italiană Eiffel 65 a continuat să popularizeze genul.

## Artiști Europop
- A Touch of Class (numită și ATC)[1]
- ABBA[2]
- Alphabeat
- Ace of Base
- Alcazar
- Alliage
- Aqua
- Atomic Kitten
- Björn Again
- Brad Kavanagh
- Clea
- DJ BoBo
- E'voke
- East 17
- Eiffel 65
- Elena Temnikova
- Elize
- Franky Gee
- Linda Sundblad
- Lollipop
- M.O.V.E
- Marie Serneholt
- Melissa Tkautz
- Miranda
- Morandi
- Modern Talking[3]
- Mónica Naranjo[4]
- Nek[5]
- Pixie Lott
- Robyn
- Sibel Redzep
- S.O.A.P.[6]
- The Wanted